# Iker
Iker ist ein in Spanien gebräuchlicher männlicher Vorname baskischer Herkunft mit der Bedeutung „der Besuch, die Erscheinung“. Die spanische Entsprechung des Namens (und ein weiblicher Vorname) ist Visitación, der an das christliche Fest Mariä Heimsuchung erinnert. Namenstag ist der 31. Mai.

## Namensträger
- Iker Bravo (* 2005), spanischer Fußballspieler
- Iker Camaño (* 1979), spanischer Radrennfahrer
- Iker Casillas (* 1981), spanischer Fußballtorwart
- Iker Flores (* 1976), spanischer Radrennfahrer
- Iker Iturbe (* 1976), spanischer Basketballspieler
- Iker Jiménez (* 1973), spanischer Journalist und Buchautor
- Iker Lecuona (* 2000), spanischer Motorradrennfahrer
- Iker Leonet (* 1983), spanischer Radrennfahrer
- Iker Muniain (* 1992), spanischer Fußballspieler
- Iker Romero (* 1980), spanischer Handballspieler